# Trampot
Trampot là một xã ở tỉnh Vosges, vùng Grand Est, Pháp. Xã này có diện tích 13,14 km² dân số năm 1999 là 126 người. Xã này nằm ở khu vực có độ cao trung bình 384 m trên mực nước biển.

## Biến động dân số
| 1962                                         | 1968 | 1975 | 1982 | 1990 | 1999 |
| -------------------------------------------- | ---- | ---- | ---- | ---- | ---- |
| 198                                          | 204  | 167  | 159  | 150  | 126  |
| Số liệu từ năm 1962: Dân số không tính trùng |      |      |      |      |      |